# Museu de Arte Contemporânea de Barcelona
O Museu de Arte Contemporânea de Barcelona (oficialmente e em catalão: ), também conhecido por sua sigla MACBA, é dedicado à exposição de obras feitas durante a segunda metade do século XX. Ele está localizado no bairro El Raval da cidade de Barcelona, muito perto do Centro de Cultura Contemporânea de Barcelona. É declarado um museu de interesse nacional pelo governo da Catalunha. Atualmente seu diretor é Ferran Barenblit.

## História
A ideia de estabelecer um museu dessas características em Barcelona deve-se ao escritor e crítico de arte Alexandre Cirici-Pellicer que em 1953 concebeu, fundou e presidiu a Associació d'Artistes Actuals (1956-1965), formada por artistas, críticos e amadores. para a arte, que contribuiu para a criação de uma coleção criada com base em um projeto semelhante ao Museu de Arte Moderna de Nova Iorque. Eles fizeram várias exposições itinerantes com obras de artistas da época e concursos anuais, como o famoso Salón de Mayo (1956-1969), em Barcelona. A exposição Arte e Paz, realizada em 1963 e com claro conteúdo antifranquista, marcou o fim da ideia de Cirici. A coleção até então compilada foi depositada na Biblioteca Museu Víctor Balaguer de Vilanova i la Geltrú, onde você pode visitar agora.
A ideia não foi recuperada até 1985, quando foi criado um consórcio, que incluía a prefeitura de Barcelona e o Governo da Catalunha. Foi decidido localizar o novo museu na antiga Casa de la Caridad. Um ano depois, em 1986, o então prefeito de Barcelona, Pasqual Maragall, encomendou a construção de um novo prédio para ser a sede do futuro museu. A construção da que seria a sede do museu foi confiada ao arquiteto americano Richard Meier.
Em 1987, foi constituída a Fundação do Museu de Arte Contemporânea, de natureza privada, que se juntou ao consórcio formado pelas duas administrações públicas. O MACBA abriu suas portas em 28 de novembro de 1995.

## Arquitetura
Atualmente, o MACBA ocupa vários edifícios ao redor da Plaza dels Àngels: o edifício principal, o centro de documentação e o Convento de Los Angeles.

### Edifício principal
O prédio principal do MACBA, com 14.300 m² úteis, é obra do arquiteto americano Richard Meier. Projetado em 1990, sua construção teve início em 1991 e durou até 1995. O líder do projeto foi Renny Logan, que pretendia unir a arte contemporânea exibida no interior com as formas históricas dos edifícios que a cercam. O uso da cor branca, complementado pelo uso de clarabóias de vidro e materiais refletivos, faz com que o edifício tenha um brilho especial. O trabalho de Meier é influenciado pelas obras de Le Corbusier e faz uma reinterpretação do racionalismo. Neste projeto você pode ver a combinação de espaços retos com linhas curvas, onde a luz externa desempenha um papel muito importante.
Segundo o próprio Meier, « O bairro Raval de Barcelona estava em seu ponto mais baixo, precisando desesperadamente de luz, ar, espaços públicos abertos e um coração ». O compromisso claro da cidade com as melhorias radicais introduzidas por seu plano mestre para novas instituições culturais Foi um catalisador chave que levou a um processo muito positivo e fluido. « Para ligar o projeto ao espaço », Meier teve o conselho de especialistas como Leopoldo Rodés e o então arquiteto-chefe da cidade, Josep Acebillo, entre outros. O projeto queria melhorar os espaços abertos da área.

## Coleção
A coleção MACBA é a espinha dorsal do Museu permite que investiga o caminho das principais linhas de criação artística contemporânea, desde a segunda metade do século XX.
A coleção da coleção MACBA consiste em mais de 5.000 obras, criadas a partir do final dos anos 1950 até o presente. A coleção como tal foi oficialmente criada em 19 de junho de 1997, quando o Consórcio MACBA foi assinado entre a Generalitat da Catalunha, a prefeitura de Barcelona e a Fundação do Museu de Arte Contemporânea, unindo fundos previamente depositados, bem como outros conjuntos de obras. cedidos ou depositados por outras instituições ou por colecionadores privados.
A coleção começa com a abstração material dos anos 1950, incorporando obras de pop Europeu e avant-garde dos anos 19660 e 70 também apresenta obras que testemunham o retorno da figuração fotográfico e escultura minimalista 80 termina com os trabalhos mais atuais. Incorpora obras de artistas de todo o mundo, dando especial atenção aos artistas sul-americanos, ao mundo árabe e aos países do Oriente.
Em 2007, foi criado o Centro de Estudos e Documentação do MACBA, que desenvolve uma faceta de coleta complementar com a coleção tradicional.
Em 2010, o MACBA anuncia que Philippe Méaille depositou seu fundo de 800 obras do collectivo Art & Language. O depósito, por cinco anos, transforma o museu, segundo seu diretor, Bartomeu Marí, no centro que tem mais obras desse coletivo ao redor do mundo. Uma grande retrospectiva do movimento será organizada em outubro de 2014: Art & Language Uncompleted The Philippe Méaille Collection.
Mais tarde, em 2011, a Fundação "La Caixa" e o museu fundiram suas coleções de arte contemporânea, criando uma coleção de 5.500 obras. Fruto desta união, o outono de 2011 foi apresentado em Barcelona a exposição Volume!, Com obras de artistas proeminentes como Bruce Nauman, Cristina Iglesias, Antoni Muntadas e Xavier Miserachs, entre muitos outros.
Espera-se que as coleções MACBA e Caja possam ser vistas na China, Japão, Filipinas e Malásia entre 2012 e 2014, graças a uma colaboração com a Acción Cultural Española.

## Fundação MACBA
A Fundação MACBA é uma privada sem fins lucrativos, a gestão autônoma e independente, criada em 1987 por um grupo de representantes da sociedade civil que acreditava que uma cidade como Barcelona deve ter seu próprio museu de arte contemporânea com a projeção Web Fundação MACBA Inicialmente foi formado por 37 membros de um conselho e 33 por empresas. Atualmente, ele é responsável por proteger a coleção do museu, tendo contribuído com mais de duas mil obras de arte e representando a sociedade civil dentro do consórcio MACBA, que é o corpo administrativo do museu. Neste órgão também estão presentes o governo da Catalunha, a cidade de Barcelona. Um ano depois, em 1988, foi criado o Consórcio MACBA, onde o Governo da Espanha também participa através do Ministério da Cultura. O atual presidente da Fundação é Leopoldo Rodés.
A Fundação administra a coleção permanente, com obras dos anos 1950. Três períodos de arte contemporânea estão representados: o primeiro abrange os anos quarenta aos anos sessenta, o segundo abrange os anos sessenta e setenta, o terceiro período é contemporâneo. As coleções se concentram na arte catalã e espanhola desde 1945, embora alguns artistas internacionais também estejam representados. A coleção permanente, assim como as exposições temporárias, buscam exemplificar a missão da Fundação.
Após o acordo com o "La Caixa", Rodés disse em novembro de 2011 que « Barcelona merece um espaço onde a coleção Macba-La Caixa está permanentemente exposta », reivindicando um novo espaço para exibir a colaboração da coleção do museu.

## Atividades educativas
O museu tem vários programas na iniciação e familiarização com a arte contemporânea, bem como em pesquisa, estudo e treinamento especializado, com o objetivo de "aprofundar o conhecimento e destacar a relevância social da arte". Eles são direcionados para diversos tipos de público e a oferta de atividades inclui cinema, música, literatura, entre outros. O Programa de Estudos Independentes (PEI), um curso de pós-graduação voltado para práticas criativas contemporâneas, também é gerenciado a partir do museu.

## Publicações
Desde a sua abertura, o MACBA iniciou um projeto de edição editorial, publicando tanto os catálogos de exposições temporárias e livros e ensaios de arte monográficos, especializados em pensamento crítico e contemporâneo, tentando documentar exposições e contribuir para o estudo da arte contemporânea.
Eles têm uma linha editorial baseada em publicação digital, onde atualmente existem várias séries de publicações on-line ou em papel:
- Catálogos de Exposições
- Teste
- Contratextos: Coleção resultante da colaboração entre o MACBA e a Universidade Autônoma de Barcelona. Coletar textos de seminários, cursos e conferências do Museu.
- Desacordos: Projeto de colaboração em nível estadual entre diversas instituições culturais, buscando aquelas práticas, modelos e contrapartidas culturais que não respondem ao tipo de estruturas impostas na Espanha desde a transição.
- Cadernos portáteis: conferências, escritos de artistas e / ou trabalhos apresentados são coletados.
- Cadernos de áudio: reúne textos relacionados à criação do som, vinculados ao projeto Radio Web MACBA.
- Série Capella MACBA: Documentação sobre o projeto realizado no espaço da Capela.

## Diretores
Várias pessoas gerenciaram o museu desde a sua criação:
- Luis Monreal e Agustín (até 1989)
- Daniel Giralt-Miracle (1989-1994)
- Miquel Molins (1995-1998)
- Manuel J. Borja-Villel (1998-2007)
- Bartomeu Marí (2008-2015)
- Ferran Barenblit (2015 - presente)

## Controvérsia pela escultura Haute Couture 04 Transporte
O museu exibe a amostra A besta ea régua de 19 de Março a Agosto de 2015, uma exposição, por si só MACBA e Württembergischer Kunstverein (WKV) em Stuttgart. A amostra inclui desgaste escultura inapropriado para conquistar / Haute Couture 04 Transporte de artista austríaco Inés Doujak, que mostra Juan Carlos I sodomizado por Domitila Barrios de Chungara e este, por sua vez por um cão pastor alemão, até capacetes enferrujados as SS que são vomitadas com flores pelo monarca hispânico. Projetado para ser inaugurada em 18 de março, o show foi cancelado por mostrar esta escultura. De acordo com o ex-diretor Bartomeu Marí « obras de arte são mensagens e há certas mensagens que não são apropriadas as questões instituição », então ele decidiu cancelar o show em oposição à sua exclusão pelo curador da exposição e a própria artista. Dois dias depois, após um escândalo da mídia sobre censura e liberdade de expressão, Marí retirou a decisão e decidiu inaugurá-la no momento em que apresentou sua renúncia. renúncia do diretor foi aceito. Devido ao efeito Streisand que causou a suposta censura da obra, o fim de semana de abertura do museu recebeu 43 por cento mais visitas a ter normalmente.

## Controvérsia sobre o ritmo da coleção Philippe Méaille
Por razões de segurança devido à instabilidade política na Catalunha, Philippe Méaille anuncia que está repatriando sua coleção na França para o Castelo de Montsoreau-Museu de Arte Contemporânea. Macba deplorará a decisão de Philippe Maille de não renovar seu contrato de trabalho com a instituição e garantirá que a segurança da coleção esteja garantida e que seus argumentos não coincidam com a realidade. Vozes surgirão para denunciar um pretexto por parte do colecionador, para repatriar as obras de Art & Language em seu museu, inaugurado apenas um ano antes.